# Mayu Hotta
Mayu Hotta (jap. 堀田 真由 Hotta Mayu; ur. 2 kwietnia 1998 w prefekturze Shiga) – japońska aktorka i modelka. W 2022 roku zagrała w taiga dramie „Kamakura-dono no 13-nin”.

## Życiorys
Hotta urodziła się 2 kwietnia 1998 roku w prefekturze Shiga. Przez dekadę, począwszy od szóstego roku życia, uczestniczyła w lekcjach baletu. Brała udział w przesłuchaniu do głównej roli w dwuczęściowym filmie „Solomon's Perjury” w reżyserii Izuru Narushimy. Po przejściu selekcji i drugiej turze rozmów, przeprowadziła się z prefektury Shiga do Tokio. Po przeprowadzce uczestniczyła w warsztatach w Toei Tokyo Studios i zakwalifikowała się do finałowej piątki, lecz ostatecznie nie dostała roli. Choć była już obserwowana przez agencję rozrywkową, zgłosiła się na „Audition Fest 2014”, wydarzenie, które miało na celu wyszukiwanie nowych talentów i zdobyła nagrodę WOWOW Drama Award spośród 32 214 uczestników.
W 2015 roku zadebiutowała w roli Honoki, młodszej siostry postaci Seiriny Hirakawy, odgrywanej przez Riisę Nakę, w dramie „Prosecution of Themis”. Hotta w kwietniu tego samego roku przeniosła się do szkoły w Tokio. W 2017 roku dołączyła do obsady asadory „Warotenka” jako Rin Fujioka, młodsza siostra głównej postaci, w której wystąpiła Wakana Aoi.
Ponownie zagrała w asadorze „Yell” w 2020 roku, wcielając się w postać Shizu. W taiga dramie „Kamakura-dono no 13-nin” z 2022 roku, Hotta wystąpiła jako Hina druga małżonka głównej postaci, Yoshitokiego Hōjō. Zadebiutowała również jako seiyū, użyczając głosu głównej postaci Tamaki Tsuru, w filmie anime „Blue Thermal”, którego premiera w Japonii odbyła się w marcu 2022 roku.

## Filmografia

### Dramy
| Rok  | Tytuł                                                                                               | Rola                      | Stacja telewizyjna  | Uwagi                             |
| ---- | --------------------------------------------------------------------------------------------------- | ------------------------- | ------------------- | --------------------------------- |
| 2015 | Prosecution of Themis (テミスの求刑)                                                                | Honoka Hirakawa           | WOWOW               |                                   |
| 2015 | AIBOU (相棒)                                                                                        | Mai Chihara               | TV Asahi            | Sezon 14, odc. 2                  |
| 2016 | Your Home Is My Business! (家売るオンナ)                                                            | Kanna Mochizuki           | NTV                 |                                   |
| 2016 | Cold Case: Shinjitsu no Tobira (コールドケース ～真実の扉～)                                        | Młoda Seya Hijiri         | WOWOW               | Odc. 7                            |
| 2016 | Gokumontou (獄門島)                                                                                 | Kito Tsukiyo              | NHK                 | Jednoodcinkowa drama              |
| 2017 | The Meal with Hokusai (ホクサイと飯さえあれば)                                                      | Ami Nezu                  | MBS                 | Odc. 3 i 6                        |
| 2017 | & Bishoujo: Next Girl Meets Tokyo (&美少女 NEXT GIRL meets Tokyo)                                   | Nao Kawabata              | BS Fuji             | Odc. 2                            |
| 2017 | Warotenka (わろてんか)                                                                              | Rin Fujioka               | NHK                 | Asadora                           |
| 2018 | Oh My Jump: Shonen Jump Saves Earth (オー・マイ・ジャンプ！ ～少年ジャンプが地球を救う～)           | Sari Mizukawa             | TV Tokyo            | Odc. 7                            |
| 2018 | Cheer☆Dan (チア☆ダン)                                                                               | Nozomi Inamori            | TBS                 |                                   |
| 2019 | Mr. Hiiragi's Homeroom (3年A組 ―今から皆さんは、人質です―)                                          | Karen Kumazawa            | NTV                 |                                   |
| 2019 | Sasurai Onsen (さすらい温泉♨遠藤憲一)                                                               | Młoda Sumie Kasagi        | TV Tokyo            | Odc. 5                            |
| 2019 | 3 Nen A Gumi: Ima kara minasan dake no, Sotsugyoshiki desu (3年A組―今から皆さんだけの、卒業式です―) | Karen Kumazawa            | Hulu                |                                   |
| 2019 | Nurse In Action! (白衣の戦士!)                                                                      | Mariko Sugino             | NTV                 | Odc. 2                            |
| 2019 | Beshari-Gurashi (べしゃり暮らし)                                                                    | Nana Tsuchiya             | TV Asahi            |                                   |
| 2019 | Sherlock: Untold Stories (シャーロック アントールドストーリズ)                                      | Setsuko Ando              | Fuji TV             |                                   |
| 2019 | Nippon Noir (ニッポンノワール-刑事Yの反乱-)                                                         | Karen Kumazawa            | NTV                 |                                   |
| 2019 | Black School Rules (ブラック校則)                                                                   | Kotone Miike              | NTV                 |                                   |
| 2019 | Juken Zombie (受験ゾンビ)                                                                           | Sena Kato                 | Fuji TV             |                                   |
| 2019 | Midnight Diner: Tokyo Stories (深夜食堂 -Tokyo Stories Season２-)                                   | Akina                     | Netflix             | Odc. 7                            |
| 2020 | Love Will Still Last Forever (まだまだ恋はつづくよどこまでも)                                       | Misa Kanno                | Paravi              |                                   |
| 2020 | Koi wa Tsuzuku yo Doko Made mo (恋はつづくよどこまでも)                                             | Misa Kanno                | TBS                 |                                   |
| 2020 | Shinitai Yoru ni Kagitte (死にたい夜にかぎって)                                                     | Konno (Dostawczyni gazet) | MBS, TBS            | Odc. 4                            |
| 2020 | Yell (エール)                                                                                       | Shizu                     | NHK                 | Asadora                           |
| 2020 | Suits 2 (スーツ2)                                                                                   | Chinatsu Yashiro          | Fuji TV             | Sezon 2, odc. 8                   |
| 2020 | Itoshi no Nina (いとしのニーナ)                                                                     | Niina Aota                | Fuji TV             | Główna rola                       |
| 2020 | The Dangerous Venus (危険なビーナス)                                                                | Yurika Hasekura           | TBS                 |                                   |
| 2020 | Anzen na Venus (安全なビーナス)                                                                     | Yurika Hasekura           | Paravi              | Odc. 2                            |
| 2020 | The Road to Murder (殺意の道程)                                                                     | Konoha                    | WOWOW               |                                   |
| 2020 | Meiji Sherlock Holmes (明治開化 新十郎探偵帖)                                                       | Kiku                      | NHK                 | Odc. 3                            |
| 2021 | Appointment with Death (死との約束)                                                                 | Kyōko Hondou              | Fuji TV             | Jednoodcinkowa drama              |
| 2021 | Surrogacy (サロガシー)                                                                              | Tamaki Ejima              | Fuji TV             | Główna rola, jednoodcinkowa drama |
| 2021 | Love Deeply (恋はDeepに)                                                                            | Yukino Makabe             | NTV                 |                                   |
| 2021 | Miłość to wojna (かぐや様は告らせたい ～天才たちの恋愛頭脳戦～ ミニ)                                | Ai Hayasaka               | Amazon Prime, GyaO! |                                   |
| 2021 | Radiation House 2 (ラジエーションハウスII～放射線科の診断レポート～)                                | Sumire Miyamoto           | Fuji TV             | Sezon 2                           |
| 2021 | Kotodama-sô (言霊荘)                                                                                | Ayako Komiyama            | TV Asahi            |                                   |
| 2021 | Honto ni Atta Kowai Hanashi: 2021 Special (ほんとにあった怖い話 2021特別編)                         | Yoshimi Nonomura          | Fuji TV             | Jednoodcinkowa drama              |
| 2022 | Bakumatsu Aibou-den (幕末相棒伝)                                                                    | Oshino                    | NHK                 | Jednoodcinkowa drama              |
| 2022 | Kamakura-dono no 13-nin (鎌倉殿の13人)                                                              | Hina                      | NHK                 | Taiga drama                       |
| 2022 | Truth (正体)                                                                                        | Mai Sakai                 | WOWOW               |                                   |
| 2022 | Ki no Sutoro (木のストロー)                                                                         | Haruna Wakagi             | Fuji TV             | Główna rola, jednoodcinkowa drama |
| 2022 | クロステイル ～探偵教室～ (クロステイル ～探偵教室～)                                               | Tomoka Serizawa           | Fuji TV, Tokai TV   |                                   |
| 2022 | Isu (椅子)                                                                                          | Anna                      | WOWOW               | Odc. 3                            |
| 2022 | Welcome to the Occult Forest (オカルトの森へようこそ)                                               | Miho Ichikawa             | WOWOW               | Główna rola                       |
| 2022 | Patient Chart Prayer (祈りのカルテ 研修医の謎解き診察記録)                                          | Kaori Kudo                | NTV                 | Odc. 4                            |
| 2023 | Ooku (大奥)                                                                                         | Iemitsu Tokugawa          | NHK                 | Sezon 1                           |
| 2023 | Ichikei’s Crow Special (イチケイのカラス スペシャル)                                                | Asako Sakura              | Fuji TV             | Jednoodcinkowa drama              |
| 2023 | Fujiko F. Fujio SF Tanpen Drama (藤子・Ｆ・不二雄 ＳＦ短編ドラマ)                                   | Dziewczyna A              | NHK                 |                                   |
| 2023 | Kazama Kimichika: Kyojo Zero (風間公親－教場0－)                                                    | Yukiha Igami              | Fuji TV             |                                   |
| 2023 | Aa, Rabu Hoteru: Himitsu (ああ、ラブホテル 〜秘密〜)                                                | Yurika Ota                | WOWOW               | Sezon 2, odc. 3                   |
| 2023 | Kazama Kimichika: Kyojo Zero Tokubetsuhen (風間公親－教場0－ 特別編)                                | Yukiha Igami              | Fuji TV             | Jednoodcinkowa drama              |
| 2023 | Code Japan: The Price of Wishes (CODE―願いの代償―)                                                  | Saki Miyake               | NTV, ytv            |                                   |
| 2023 | Every Precious Moment (たとえあなたを忘れても)                                                      | Miri Kono                 | TV Asahi            | Główna rola                       |
| 2023 | OZU: Ozu Yasujiro ga Kaita Monogatari (OZU ～小津安二郎が描いた物語～)                              | Hiroko                    | WOWOW               | Odc. 4                            |
| 2024 | Adwokat winnych (アンチヒーロー)                                                                    | Asuka Shinomiya           | TBS                 |                                   |
| 2024 | Colors of Sisterhood (若草物語―恋する姉妹と恋せぬ私―)                                               | Ryo Machida               | NTV                 | Główna rola                       |
| 2025 | Mr.Mikami's Classroom (御上先生)                                                                    | Yuzuru Mayama             | TBS                 | Odc. 2                            |

### Filmy
| Rok  | Tytuł | Rola                             | Uwagi       |
| ---- | --- | -------------------------------- | ----------- |
| 2016 | Unrequited Love (全員、片想い)                                                                                            | Misaki                           |             |
| 2016 | Samurai Hustle Returns (超高速！参勤交代 リターンズ)                                                                      | Koume                            |             |
| 2017 | What's for Dinner, Mom? (ママ、ごはんまだ？)                                                                              | Hitoto Tae (Uczennica gimnazjum) |             |
| 2017 | Tomoshibi - Choshi Tetsudo 6.4km no Kiseki (トモシビ 銚子電鉄6.4kmの軌跡)                                                 | Natsuki Matsuo                   |             |
| 2017 | Kuruibana (狂い華) | Mari Kurata                      | Główna rola |
| 2018 | Rainbow Days (虹色デイズ)                                                                                                 | Yukirin / Sachiko Asai           |             |
| 2018 | Slight Fever (36.8℃ サンジュウロクドハチブ)                                                                               | Wakana Maeda                     | Główna rola |
| 2019 | Ano Hi No Orugan (あの日のオルガン)                                                                                       | Hatsue Horinochi                 |             |
| 2019 | Prison 13 (プリズン 13)                                                                                                   | Mari                             |             |
| 2019 | Miłość to wojna (かぐや様は告らせたい～天才たちの恋愛頭脳戦～)                                                            | Ai Hayasaka                      |             |
| 2019 | Super Juvenile Detective Team NEO Beginning (超・少年探偵団NEO Beginning)                                                 | Saya Akechi                      |             |
| 2019 | 108: Kaiba Gorō no Fukushū to Bōken (108 海馬五郎の復讐と冒険)                                                            | Mizuki Akai                      |             |
| 2019 | Black School Rules (ブラック校則)                                                                                         | Kotone Miike                     |             |
| 2019 | He Won't Kill, She Won't Die (殺さない彼と死なない彼女)                                                                   | Hotta                            |             |
| 2021 | The Road To Murder (殺意の道程)                                                                                           | Konoha                           |             |
| 2021 | Liar × Liar (ライアー×ライアー)                                                                                           | Maki Noguchi                     |             |
| 2021 | Rurouni Kenshin: The Beginning (るろうに剣心 最終章 The Beginning)                                                        | Ikumatsu                         |             |
| 2021 | Honey Lemon Soda (ハニーレモンソーダ)                                                                                     | Serina Kanno                     |             |
| 2021 | Kaguya-sama wa kokurasetai: tensai-tachi no ren’ai zunōsen Final (かぐや様は告らせたい～天才たちの恋愛頭脳戦～ファイナル) | Ai Hayasaka                      |             |
| 2022 | Welcome to the Occult Forest: The Movie (オカルトの森へようこそ THE MOVIE)                                                | Miho Ichikawa                    | Główna rola |
| 2023 | Tsugaru Lacquer Girl (バカ塗りの娘)                                                                                       | Miyako Aoki                      | Główna rola |
| 2023 | The Forbidden Play (禁じられた遊び)                                                                                       | Maya Hiraoka                     |             |
| 2023 | Fly Me To The Saitama: From Biwa Lake With Love (翔んで埼玉 ～琵琶湖より愛をこめて～)                                     | Miko                             |             |
| 2024 | In an Isolated Cottage on a Snowy Mountain (ある閉ざされた雪の山荘で)                                                     | Atsuko Kasahara                  |             |
| 2024 | Love You as the World Ends Final (劇場版 君と世界が終わる日に FINAL)                                                      | Aoi Hatori                       |             |

### Teledyski
| Rok  | Tytuł                                                        | Artysta         | Przy.  |
| ---- | ------------------------------------------------------------ | --------------- | ------ |
| 2016 | „Nakama” (君との距離)                                        | Sonoko Inoue    | [ 11 ] |
| 2017 | „Ruiseigun No Yoru” (涙星群の夜)                             | Lamp In Terren  | [ 12 ] |
| 2018 | „Ore to Tsukiatte Kudasai.” (俺と付き合ってください。)       | Yusuke Kamiji   | [ 13 ] |
| 2018 | „Kuni” (国)                                                  | Soushi Sakiyama | [ 14 ] |
| 2021 | „Oikaze” (追い風)                                            | SHE'S           | [ 15 ] |
| 2021 | „God Save The World Valentine” (GOD SAVE THE わーるど)       | Ging Nang Boyz  | [ 16 ] |
| 2023 | „Let's talk” (話そうよ)                                      | Sakura Fujiwara | [ 17 ] |
| 2023 | „Like a tower standing in that sky” (あの空に立つ塔のように) | Yō Ōizumi       | [ 18 ] |
| 2025 | „Shiawasena Yakusoku.” (幸せな約束。)                        | riria.          | [ 19 ] |

## Nagrody i nominacje
| Rok  | Ceremonia                       | Kategoria                      | Nominowany           | Rezultat | Przy.  |
| ---- | ------------------------------- | ------------------------------ | -------------------- | -------- | ------ |
| 2014 | Festiwalu Przesłuchań Amuse     | WOWOW Drama Award              | Mayu Hotta           | Wygrana  | [ 5 ]  |
| 2024 | Festiwal Filmowy w Jokohamie    | Najlepszy Debiutant            | Tsugaru Lacquer Girl | Wygrana  | [ 20 ] |
| 2024 | Nagrody Élan d’Or               | Debiutant Roku                 | Mayu Hotta           | Wygrana  | [ 21 ] |
| 2024 | Television Drama Academy Awards | Najlepsza Aktorka Drugoplanowa | Adwokat winnych      | Wygrana  | [ 22 ] |